# Copa del Generalíssim de futbol 1949-50
La Copa del Generalíssim de futbol 1949-50 va ser la 46ena edició de la Copa d'Espanya.

## Primera Ronda
27 de novembre.
| Equip 1                     | Marcador       | Equip 2                   |
| --------------------------- | -------------- | ------------------------- |
| CE Alcoià                   | 3-1            | Albacete Balompié         |
| CA Osasuna                  | 4-2            | CD Numancia               |
| Barakaldo CF                | 1-1            | Erandio Club              |
| UD Orensana                 | 4-1            | CD Arousa                 |
| Real Jaén                   | 5-1            | Arenas de Getxo           |
| Cartagena Club de Fútbol    | 4-1            | Elx CF                    |
| CD Toledo                   | 1-0            | Úbeda Club de Fútbol      |
| Real Balompédica Linense    | 3-1            | Atlético Tetuán           |
| Córdoba CF                  | 0-0 (pen. 2-3) | RCD Mallorca              |
| UE Lleida                   | 1-2            | CF Badalona               |
| Real Sporting de Gijón      | 2-1            | Gimnástica de Torrelavega |
| AD Plus Ultra               | 2-1            | UD Salamanca              |
| Sociedad Gimnástica Lucense | 0-1            | Racing de Ferrol          |
| CD Mestalla                 | 0-1            | Llevant UE                |

## Segona Ronda
25 de desembre.
| Equip 1                  | Marcador | Equip 2                |
| ------------------------ | -------- | ---------------------- |
| CE Castelló              | 0-2      | Llevant UE             |
| Girona FC                | 2-1      | Sabadell               |
| Racing de Ferrol         | 4-3      | UD Orensana            |
| AD Plus Ultra            | 6-1      | Reial Saragossa        |
| Racing de Santander      | 4-1      | Real Sporting de Gijón |
| RCD Mallorca             | 3-0      | CF Badalona            |
| Real Jaén                | 4-3      | CD Toledo              |
| Reial Múrcia             | 0-3      | Fútbol Club Cartagena  |
| Real Balompédica Linense | 3-2      | Granada CF             |
| CE Alcoià                | 4-1      | Hèrcules CF            |
| Barakaldo CF             | 2-0      | CA Osasuna             |

## Tercera Ronda
19 de març.
| Equip 1                     | Marcador | Equip 2                  |
| --------------------------- | -------- | ------------------------ |
| RCD Espanyol                | 4-1      | Girona FC                |
| RCD Mallorca                | 1-0      | CE Alcoià                |
| Real Oviedo                 | 2-0      | Racing de Ferrol         |
| Racing de Santander         | 2-1      | AD Plus Ultra            |
| Club Gimnàstic de Tarragona | 2-1      | Llevant UE               |
| Màlaga CF                   | 2-1      | Fútbol Club Cartagena    |
| Reial Betis                 | 0-3      | Real Jaén                |
| Sevilla FC                  | 5-0      | Real Balompédica Linense |
| Reial Societat              | 2-0      | Barakaldo CF             |

## Vuitens de final
30 d'abril i 7 de maig.
| Equip 1                 | Global | Equip 2                     | Anada | Tornada |
| ----------------------- | ------ | --------------------------- | ----- | ------- |
| Athletic de Bilbao      | 2-1    | RCD Espanyol                | 1-0   | 1-1     |
| FC Barcelona            | 5-6    | Racing de Santander         | 4-1   | 1-5     |
| Real Club Celta de Vigo | 1-2    | Real Oviedo                 | 1-1   | 0-1     |
| Reial Madrid CF         | 8-1    | Club Gimnàstic de Tarragona | 1-0   | 7-1     |
| CD Málaga               | 6-7    | Club Atlético de Madrid     | 4-3   | 2-4     |
| RCD Mallorca            | 3-12   | València CF                 | 3-4   | 0-8     |
| Reial Societat          | 1-3    | Real Valladolid             | 0-1   | 1-2     |
| Sevilla CF              | 5-3    | R.C. Deportivo de la Coruña | 4-2   | 1-1     |

## Quarts de final
14 i 18 de maig.
| Equip 1                 | Global | Equip 2                 | Anada | Tornada |
| ----------------------- | ------ | ----------------------- | ----- | ------- |
| Club Athletic de Bilbao | 13-5   | Real Oviedo             | 8-2   | 5-3     |
| Reial Madrid CF         | 6-4    | Club Atlético de Madrid | 6-3   | 0-1     |
| Racing de Santander     | 3-6    | València CF             | 3-0   | 0-6     |
| Real Valladolid         | 8-4    | Sevilla C.              | 6-0   | 2-4     |

## Semifinals
21 i 24 de maig.
| Equip 1                 | Global | Equip 2         | Anada | Tornada |
| ----------------------- | ------ | --------------- | ----- | ------- |
| Reial Madrid CF         | 3-5    | Real Valladolid | 2-2   | 1-3     |
| Club Athletic de Bilbao | 8-7    | València CF     | 5-1   | 3-6     |

## Final
| Athletic Club             | 4 - 1 (Pròrroga) | Reial Valladolid |
| ------------------------- | ---------------- | ---------------- |
| Zarra 15', 94', 96', 117' |                  | Coque 85'        |

## Campió
| Campions de la Copa d'Espanya 1950 |
| ---------------------------------- |
| · Athletic Club · 17è títol        |